# Canariellanum
Canariellanum Wunderlich, 1987 è un genere di ragni appartenente alla famiglia Linyphiidae.

## Distribuzione
Le quattro specie oggi attribuite a questo genere sono tutte endemiche delle isole Canarie.

## Tassonomia
A maggio 2011, si compone di quattro specie:
- Canariellanum albidum Wunderlich, 1987 — Isole Canarie
- Canariellanum arborense Wunderlich, 1987[3] — Isole Canarie
- Canariellanum hierroense Wunderlich, 1992 — Isole Canarie
- Canariellanum palmense Wunderlich, 1987 — Isole Canarie